# 空とぶトランク

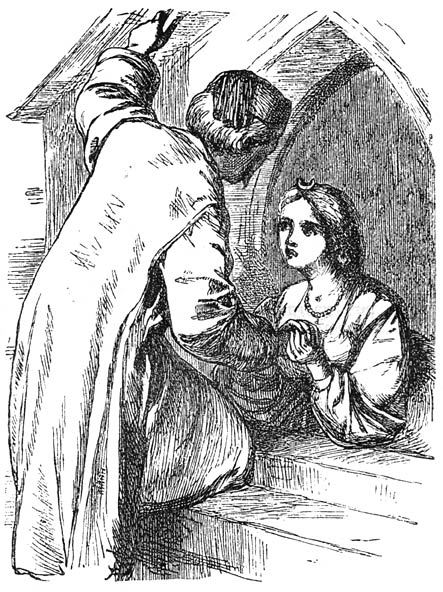
『空飛ぶトランク』の挿絵（（画:アン・アンダーソン）

空飛ぶトランク（そらとぶとらんく　丁: Den flyvende Kuffert）は、ハンス・クリスチャン・アンデルセンの童話の一つ。『空飛ぶかばん』『ひこうかばん』などの題名もある。
本作品は『子どものための童話新集 第二冊（丁: Eventyr, fortalte for Born. Ny Samling. Andet Hefte.）』に『パラダイスの園』『コウノトリ』とともに収録され、1839年10月にコペンハーゲンで刊行された。本作品の物語の筋はデンマーク語訳されたペティ・ド・ラ・クロワの物語集『千一日物語』（1711-1712）の中の「マレクとシリネ王女」を元とし、若干の修正を施し文体を変えたものとなっている。

## あらすじ
ある豪商が死に、その息子が財産を継いだが、息子は派手に金を使い毎日遊び暮らしたためにやがて財産は尽きてしまう。身につけるものもなくなった息子に、親切な友人がトランクを与えた。そのトランクには「これに何か詰めなさい」と書いてあったが、詰めるものが何もない息子はトランクの中に自分が入っていった。すると、トランクは空に舞い上がり、息子を乗せて遥かトルコまで飛んでいった。
トルコでは、王のお姫様が悪い婿を迎えてしまうという占いが出たため、お姫様は外に出ずに城の高い所に住んでいた。息子はトランクを使ってお姫様のところまで飛んでゆき、自分はトルコの神様だと名乗る。息子はお姫様に求婚しお姫様はそれを受けるが、別の日にもう一度来て王と王妃に面白い話を聞かせるように注文する。息子は面白い話を考え、約束の日に王と王妃にその話を聞かせると、彼らは大変面白がり、お姫様との結婚を認めることとなった。
婚礼が決まり国中でお祝いが始まると、息子も何かお祝いがしたくなり、花火をたくさん買い込んでトランクに詰め、空の上で打ち上げた。そして婚礼の日、息子がトランクでお姫様のところに飛んでいこうとするとトランクは花火から出た火で丸焼けになっており、お姫様のところへ飛んで行けなくなった。今でもお姫様は屋根の上で息子が来るのを待ち続け、息子は世界を巡る語り手となったが上述のような面白い話は二度としなかった。